# Castleguardgletsjer
Castleguard is een gletsjer in het Columbia-ijsveld in de provincie Alberta in Canada. Castleguard ligt op een hoogte van 2760 meter.
Dit gebied ligt in de Canadese Rocky Mountains en daarmee op het Continental Divide, een waterscheiding die van Alaska via Canada en de Verenigde Staten naar Mexico loopt.
De Castleguard ontving zijn naam van Arthur Oliver Wheeler in 1918. Wheeler vond dat de berg Castleguard een kasteelachtig (Engels castle) uiterlijk bezat en op wacht (Engels guard) leek te staan over het zuidelijke deel van het Columbia-ijsveld. De gletsjer werd op zijn beurt naar de berg vernoemd.